# Гордана Гаџић
Гордана Гаџић (Београд, 21. август 1955) српско-хрватска је глумица.

## Биографија
Гордана је дипломирала глуму у класи проф. Мирослава Миње Дедића на Факултету драмских уметности у Београду. За самостални дипломски рад (lady Macbeth) награђена је као најбољи студент генерације. Сарађивала је са готово свим београдским позориштима, глумила у око тридесет филмова, неколико ТВ серија и ТВ драма. Добитница је Златне арене 1986. за улогу у филму "Тајванска канаста" у режији Горана Марковића. Од 1992. године стално настањена у Загребу где наставља свој уметнички рад. Године 1998. оснива Театар Ругантино у оквиру којег глуми и продуцира.
Била је удата за хрватског глумца Ивицу Видовића.

## Филмографија
| Год.       | Назив                              | Улога                       |
| ---------- | ---------------------------------- | --------------------------- |
| 1980-е     |                                    |                             |
| 1981.      | Жена                               |                             |
| 1981.      | Дечко који обећава                 | Љубица                      |
| 1981.      | Берлин капут                       |                             |
| 1983.      | Степенице за небо                  | Гордана                     |
| 1985.      | Тајванска канаста                  | Иванка                      |
| 1985.      | Шест дана јуна                     | Фата                        |
| 1986.      | Црна Марија                        | Сека                        |
| 1986.      | Врење (ТВ)                         | Татјана Маринић - Цвијић    |
| 1986.      | Сиви дом                           | газдина ћерка               |
| 1987.      | Већ виђено                         | Михаилова мајка             |
| 1987.      | Увек спремне жене                  | Лујка                       |
| 1987.      | Погрешна процена                   |                             |
| 1988.      | Нека чудна земља                   | сликарева сестра            |
| 1988.      | Вук Караџић                        | Милица Стојадиновић Српкиња |
| 1988.      | Вила Орхидеја                      | Ирена                       |
| 1989.      | Човјек који је волио спроводе      | Елза Зупан                  |
| 1990-е     |                                    |                             |
| 1990.      | Ноћни играчи                       |                             |
| 1990.      | Орао                               | Златка                      |
| 1991.      | Паризи - Истра                     |                             |
| 1991.      | Пилот у трави                      | комшиница                   |
| 1995.      | Оловна причест                     |                             |
| 1995.      | Урнебесна трагедија                | Ружа                        |
| 1997.      | Трећа жена                         | госпођа Куртек              |
| 1997.      | Добродошли у Сарајево              | госпођа Савић               |
| 2000-е     |                                    |                             |
| 2001.      | Краљица ноћи                       | Томина мајка                |
| 2003.      | Коњаник                            | беговица                    |
| 2007.      | Морам спават', анђеле              | Марија                      |
| 2007−2008. | Наша мала клиника                  | Клаудија                    |
| 2008.      | Одмори се, заслужио си (ТВ серија) | Мони                        |
| 2010-е     |                                    |                             |
| 2011.      | Локални вампир                     | Јекна                       |
| 2012.      | Халимин пут                        | Зора                        |
| 2012-2013. | Ларин избор                        | Даница                      |
| 2013.      | Почивали у миру                    | Морана Томић                |
| 2014.      | Топ је био врео                    | Штефица                     |
| 2016.      | Црно-бијели свијет                 | Соња                        |
| 2018.      | Која је ово држава                 | Сузана                      |
| 2020-е     |                                    |                             |
| 2020.      | Новине                             | Марија Лулић                |
| 2020.      | Тајкун                             | Невена                      |
| 2024.      | Баук                               |                             |